# Minami-ku, Sakai
Minami-ku, Sakai (南区) là một trong 24 quận thuộc thành phố Sakai, tỉnh Osaka, vùng Kinki trên đảo Honshū, Nhật Bản. Quận có diện tích 40,44 km², dân số năm 2010 là 155.266 người. Mật độ dân số là 3839 người/km². 
Quận được lập khi Sakai trở thành thành phố vào ngày 1 tháng 4 năm 2006.